# Мотулевич, Владислав Павлович
Владисла́в Па́влович Мотуле́вич (6 апреля 1926 года — 25 декабря 2009 года) — советский, российский и туркменский учёный в области теплофизики, академик АН Туркменской ССР, член Президиума АН Туркменской ССР.

## Биография
Окончил Московский авиационный институт, моторостроительный факультет (1949).
Сотрудничал в Энергетическом институте, аспирант (научный руководитель — А. С. Предводителев, тема диссертации — определение донного давления при обтекании уступа потоком сжимаемого газа), младший и старший научный сотрудник, заведующий лабораторией.
Доктор технических наук (1963).
По приглашению В. А. Григорьева перешёл на преподавательскую работу в МЭИ, заведующий кафедрой тепломассообменных процессов и установок (промышленных теплоэнергетических систем) с 1976 по 1988 год.
С 1988 по 1994 год работал в Туркмении. Генеральный директор НПО «Солнце», одновременно — главный научный сотрудник Механико-математического и Физико-технического институтов АН Туркмении. Согласно своему положению в дар от правительства Туркмении В. Мотулевич получил стадо овец и верблюдов.
С 1994 года снова преподавал в МЭИ, а также в Университете леса.
Создал научную школу, среди его учеников 27 кандидатов и 7 докторов технических наук.
Лауреат премии «Почёт и признание» (2007). Почётный профессор МЭИ.

## Научные интересы
Исследования и реализации систем с возобновляемыми источниками энергии. Гелиоэнергетика.